# Zero
Zero je rolkarsko podjetje distribucije Black Box, ki izdeluje deske rolk, oblačila in druge rolkarske izdelke, in ga je leta 1996 ustanovil Jamie Thomas.
Zerovi filmi so znani po zelo hitrem nizanju trikov in to na hitrejšo glasbo.
Zero je tudi edina ekipa, ki je zmagala Thrasherjevem King of the road tekmovanju tri leta zapored (od 2004 do 2006).

## Ekipa
Sedanja:
- Jon Allie (2001 - )
- Tommy Sandoval (2004 - )
- Garrett Hill (2003 - )
- John Rattray (2001 - )
- James Brockman (2003 - )
- Tony Cervantes (2005 - )
- Chris Cole (2002 - )
- Jamie Thomas (1996 - )
- Keegan Sauder (2005 - )
- Ben Gilley (2006 - )
- Sheldon Meleshinski (2006 - )
- Elissa Steamer (2006 - )

Pretekli člani:
- Adrian Lopez (??? - 2003)
- Matt Mumford (??? - ???)
- Ryan Smith (2002 - 2003)
- Ryan Bobier (??? - 2003)
- Lindsey Robertson (??? - 2003)
- Erik Ellington (??? - ???)
- Alex Gall (??? - ???)
- Aaron Harrison (??? - ???)
- Scott Copalman (??? - ???)
- Jud Ferguson (??? - ???)
- Jim Greco (??? - ???)

## Videografija
- New Blood (2005)
- Dying to Live (2002)
- Misled Youth (1999)
- Thrill of it all (1997)

Ob deseti obletnici je Zero izdal Zero Anthology DVD box set, v katerem so filmi Thrill of it all, Misled Youth, Dying to Live, New Blood in nov promocijski film s celotno ekipo, celotna dela pa imata Gareth Hill in Tommy Sandoval.